# 阿蘭·庫里奧爾
阿蘭·庫里奧爾（1958年10月24日—）是一名法國前職業足球運動員，司職前鋒。
庫里奧爾為法國國家隊出場12次並射入兩球，並參加1982年世界盃，為法國獲得殿軍。庫里奧爾在阿利坎特以2-3敗給波蘭的季軍爭奪戰中射入一球。他為法國隊射入的另一個入球是於1982年3月在巴黎以4-0擊敗北愛爾蘭的比賽中射入。
在他的職業生涯中，他曾效力於INF Vichy(1978–1979)、摩納哥(1979–1983)、巴黎聖日耳門(1983–1989)、土倫(1989–1990)及 Saint Denis Saint Leu (1990–1991)。

## 外部連結
- Profile
- Profile
- Alain Couriol （页面存档备份，存于）於法國足球總會 (法文)
- 法国足球协会上的 阿蘭·庫里奧爾 （法文） 存档于webarchive.org.